# Microplexia fracta
Microplexia fracta är en fjärilsart som beskrevs av Emilio Berio 1955. Microplexia fracta ingår i släktet Microplexia och familjen nattflyn. Inga underarter finns listade i Catalogue of Life.